# Похроние (футбольный клуб)
ФК «Похроние» — словацкий футбольный клуб из города Жьяр-над-Гроном. В настоящее время клуб выступает во Второй лиге. Сезон 2019/20 стал для клуба первым в истории выступлением в Фортуна-лиге, высшей лиге словацкой футбольной системы. В том сезоне клуб избежал вылета и продолжил играть в высшем дивизионе в сезоне 2020/21. В сезоне 2021/22 команда вылетела из высшей лиги.